# Корнешти (Україна)
Корне́шти — село в Україні, у Клішковецькій громаді Дністровського району Чернівецької області. 

## Історія
Перші  поселення  на  Корнештах  з’явилися на  початку  ХХ  століття.  До  того   там  були  угіддя  з  назвами  Мазильське,  Попівське,  Якозимишене, Попелеєве.
Ці  землі  відносилися  до  Рухотина  назву  «Корнешти»  дав  у  1939 році  Харитон Бранашко.
З 24 серпня 1991 року село входить до складу незалежної України.
12 серпня 2015 року шляхом об'єднання сільських рад, село Корнешти увійшло до складу Клішковецької сільської громади.

## Населення
Населення становить 162 осіб. 

### Мова
Розподіл населення за рідною мовою за даними перепису 2001 року:
| Мова       | Кількість | Відсоток |
| ---------- | --------- | -------- |
| українська | 162       | 100%     |

## Природоохоронні території
Біля села розташоване заповідні урочища «Дубовий праліс» і «Реліктова бучина», а також геологічна пам'ятка природи Городище «Корнешти».